# Aposphaerion longicolle
Aposphaerion longicolle là một loài bọ cánh cứng trong họ Cerambycidae.